# Aeronaves TSM
Aeronaves TSM es una aerolínea basada en Saltillo, Coahuila, México. Esta compañía fue fundada en 1995, y opera tanto vuelos chárter como operaciones de carga. Los aviones usados para las operaciones de carga son operados para DHL Aviation.

## Flota
A septiembre de 2024, La flota de Aeronaves TSM consiste en los siguientes aviones:

## Accidentes e incidentes
- El 18 de enero de 2014, un avión de carga McDonnell Douglas DC-9-33RC con matrícula XA-UQM de Aeronaves TSM se despistó al llegar al Aeropuerto Internacional Plan de Guadalupe al intentar la maniobra de aterrizaje en medio de un banco de niebla. El vuelo provenía del Aeropuerto Tapachula, con carga que después se distribuiría por tierra.[4] El saldo de este accidente fue de tres personas lesionadas, y daños principalmente en el tren aterrizaje del avión y la nariz del mismo.[5][6]

- El 2 de junio de 2015 una aeronave Swearingen SA226-TC Metro II con matrícula XA-UKP operada por Aeronaves TSM se estrelló 11 km al suroeste del Aeropuerto de Querétaro, a un costado de la autopista 57 durante un vuelo local de mantenimiento. La nave quedó destruida por las llamas y las cinco personas (incluidos los dos pilotos) fallecieron.[7][8]

- El 2 de junio de 2017 la aeronave Swearingen SA227-AC Metro III con matrícula XA-UAJ operado por Aeronaves TSM que había partido del Aeropuerto de Saltillo con rumbo al Aeropuerto de Puebla se quedó sin combustible por lo que intentó aterrizar en el Aeropuerto de Tampico, sin embargo no alcanzó a llegar a la pista estrellándose en una zona arbolada cerca del aeropuerto y dejando heridos a los 2 tripulantes.[9][10]

- El 20 de septiembre de 2017 una aeronave Convair CV-640 con matrícula XA-UNH operado por Aeronaves TSM procedente del Aeropuerto de Puebla tuvo una falla en el tren de aterrizaje principal derecho, obligándolo a hacer patrón de espera para quemar combustible y aterrizar de emergencia en el Aeropuerto Internacional de Saltillo, donde la aeronave sufrió daños sustanciales, no hubo lesionados.[11][12][13]

- El 15 de septiembre de 2022 una aeronave Swearingen SA227-AC Metro III con matrícula XA-UMW que operava el vuelo 717 de Aeronaves TSM entre el Aeropuerto de Saltillo y el Aeropuerto de Laredo tuvo que realizar un aterrizaje forzoso poco tiempo después de despegar aparentemente por una falla de motor, por lo que aterrizó en un campo despoblado, en donde la aeronave resultó dañada sin pérdidas humanas que lamentar.[14][15]